# Mel·lífer de Sumba
El mel·lífer de Sumba (Myzomela dammermani) és un ocell de la família dels melifàgids (Meliphagidae).

## Hàbitat i distribució
Habita manglars i vegetació costanera de l'illa de Sumba, a les illes Petites de la Sonda.